# Jiří Konvalinka
Jiří Konvalinka (Jilemnice, 27 novembre 2004) è un combinatista nordico ceco.

## Biografia
Attivo dal settembre del 2016, Konvalinka ha esordito ai Campionati mondiali a Planica 2023, dove si è classificato 34º nel trampolino normale, 28º nel trampolino lungo e 9º nella gara a squadre, e in Coppa del Mondo il 25 marzo 2023 a Lahti (28º); ai Mondiali di Trondheim 2025 si è piazzato 28º nel trampolino normale, 32º nel trampolino lungo e 10º nella gara a squadre mista. Non ha preso parte a rassegne olimpiche. 

## Palmarès

### Coppa del Mondo
- Miglior piazzamento in classifica generale: 57º nel 2024